# 過剰数
過剰数（かじょうすう、英: abundant number）とは、その約数の総和が元の数の 2 倍より大きい自然数のことである。この過剰数の定義は「その数自身を除く約数の総和が元の数より大きくなるような自然数」と同値である。

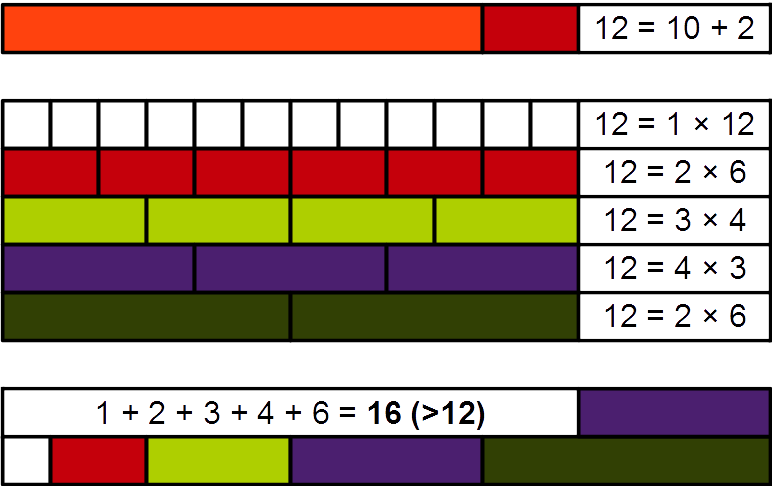
過剰数12の過剰性をキュイゼネールロッドを用いて視認化したデモンストレーション。12自身以外全ての約数の和は12自身より大きい。

## 概要
例えば、20 の約数の総和は 1 + 2 + 4 + 5 + 10 + 20 = 42 > 20 × 2 であるので（もしくは「20 の自身を除く約数の総和は 1 + 2 + 4 + 5 + 10 = 22 > 20 であるので」）20 は過剰数である。約数関数を用いると σ(n) > 2n を満たす n が過剰数である。過剰数は全て合成数で無数に存在し、そのうち最小の数は 12 である。奇数の過剰数のうち最小の数は 945 である（σ(945) = 1920 > 945 × 2 = 1890）。
過剰数を 12 から小さい順に列記すると
12, 18, 20, 24, 30, 36, 40, 42, 48, 54, 56, 60, 66, 70, 72, 78, 80, 84, 88, 90, 96, 100, 102,...
となる。
過剰数もしくは完全数の倍数は全て過剰数であり、したがって偶数の過剰数も奇数の過剰数も無数に存在する。また、全ての擬似完全数は完全数もしくは過剰数である。ほとんどの過剰数は擬似完全数でもあり、そうでない過剰数は不思議数と呼ばれる。
約数の総和が元の数の 2 倍に1加えた数になる過剰数（即ちσ(n) = 2n + 1 を満たす n）は準完全数と呼ばれる。この準完全数の定義は「その数の非自明な約数（1と自身を除いた約数）の総和が元の数と等しい自然数」と同値である。準完全数はいまだに見つかっておらず、もし存在するならば奇数の平方数で 1035 より大きく、少なくとも 7 つの相異なる素因数を持つことが分かっている。

自然数のうち過剰数が占める割合は 0.2474 から 0.2480 の間であると証明されている。
20161 より大きい整数は 2 つの過剰数の和で表すことができる。
20 が過剰数なので、その倍数つまり下 2 桁が 00, 20, 40, 60, 80 である数は全て過剰数となる。

を0からまでの過剰数の個数として、縦軸は 。横軸はとしたグラフ(を対数スケールで表現)

過剰数か完全数の倍数ではない過剰数（即ちそれら自身以外のすべての約数が不足数の数）は、原始過剰数と呼ばれる。
全ての過剰数は、完全数または原始過剰数の倍数である。

## 関連する数
過剰数の中で約数の和が元の数の3倍以上になる数は
120, 180, 240, 360, 420, 480, 504, 540, 600, 660, 672, 720, 780, 840, 900, 960, 1008,...
であり、過剰数の中で約数の和が元の数の4倍以上になる数は
27720, 30240, 32760, 50400, 55440, 60480, 65520,...
である。また k 倍以上になる最小の数は
1, 6, 120, 27720, 122522400, 130429015516800,...
である。これらの数については超過剰数を参照。